# Södö fladan
Södö fladan är en liten fjärd i Finland. Den ligger i landskapet Egentliga Finland, i den sydvästra delen av landet, 190 km väster om huvudstaden Helsingfors.
Södö fladan avgränsas av Södö i norr, Brännskär i öster, Haisko och Kvelot i söder och Hummelholm i väster. Den ligger mellan Perkala fjärden i norr och Åvensor fjärden i söder.